# Stupešice

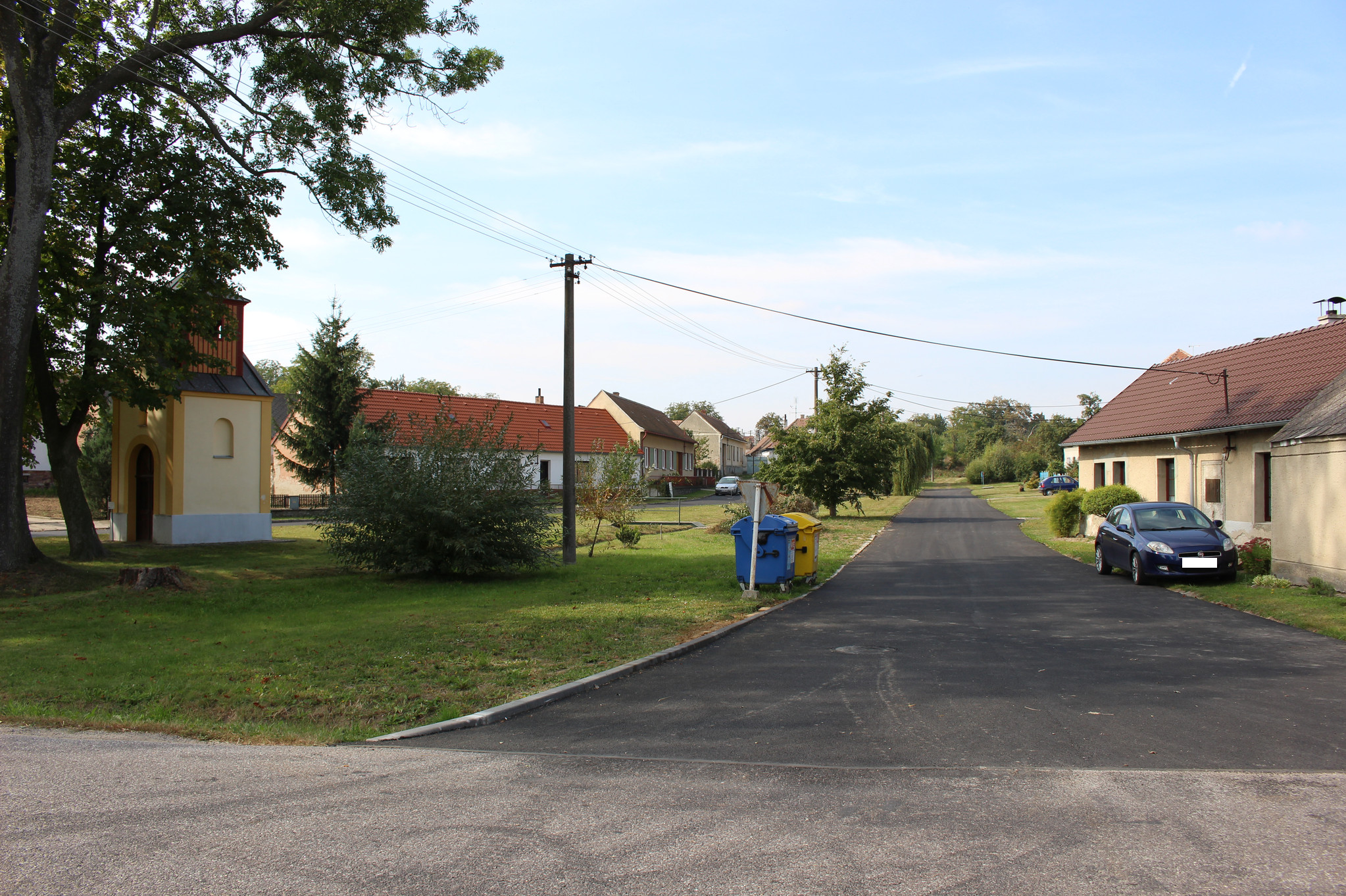
Dorfplatz

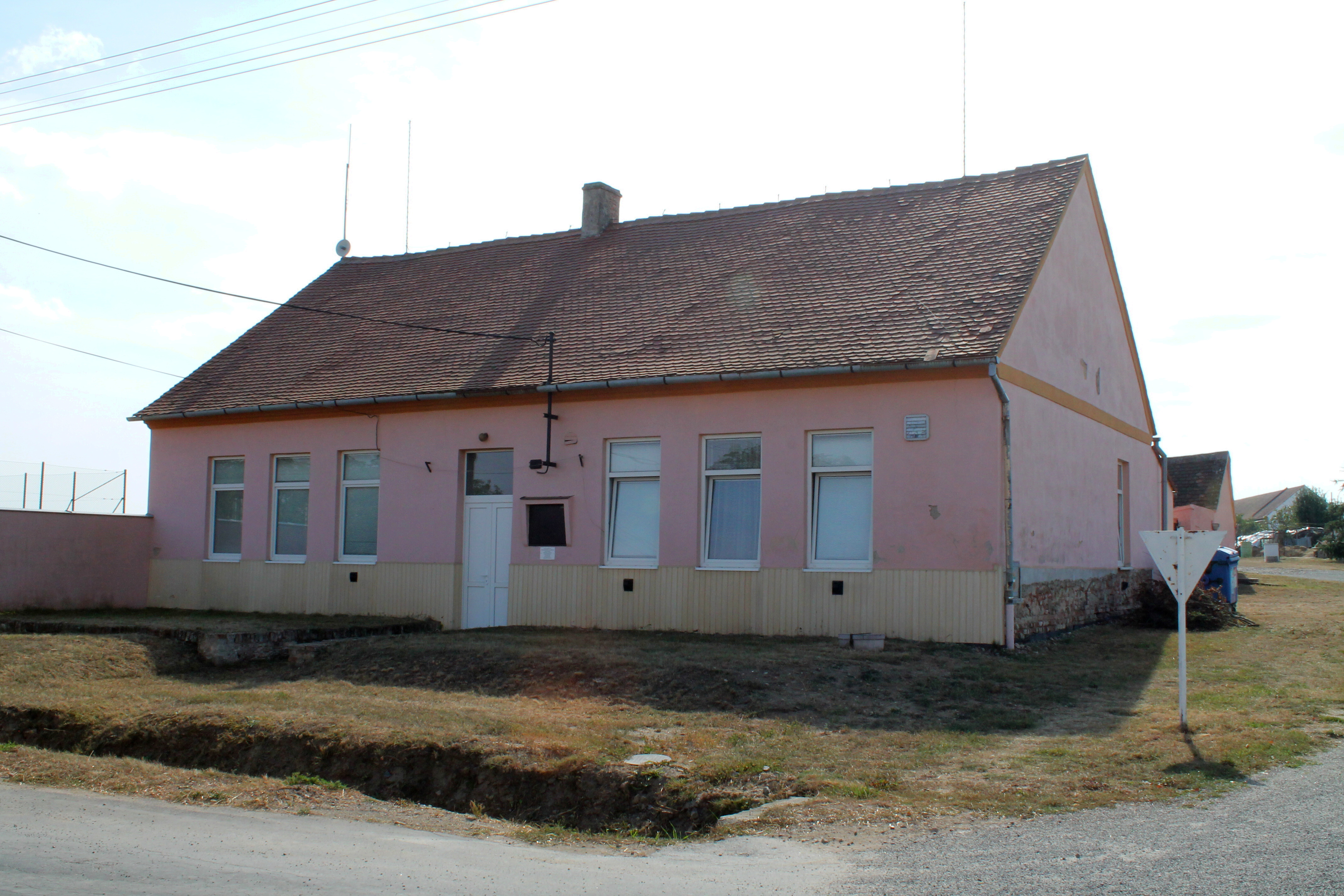
Ehemalige Schule

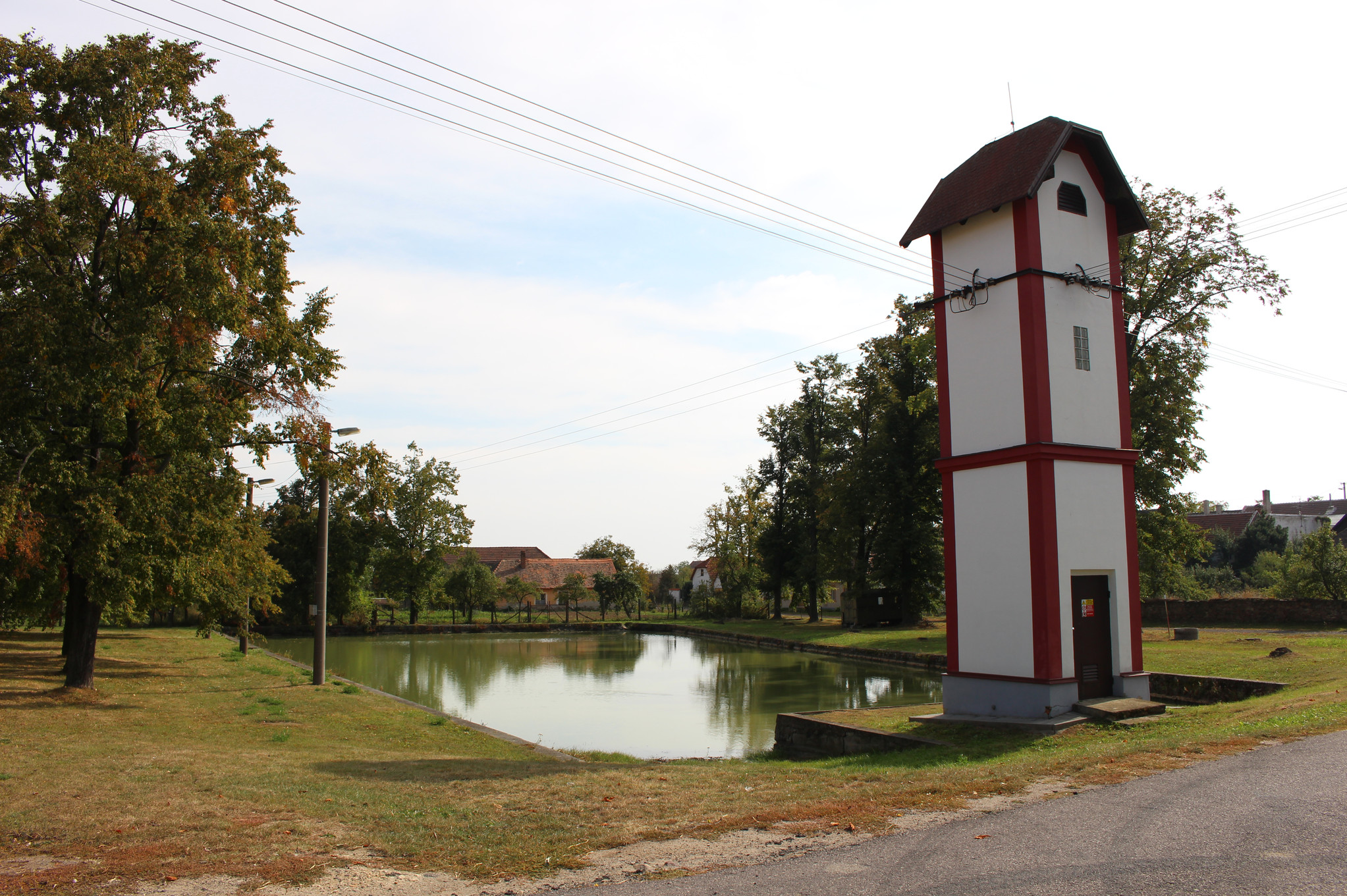
Feuerlöschteich und Trafoturm

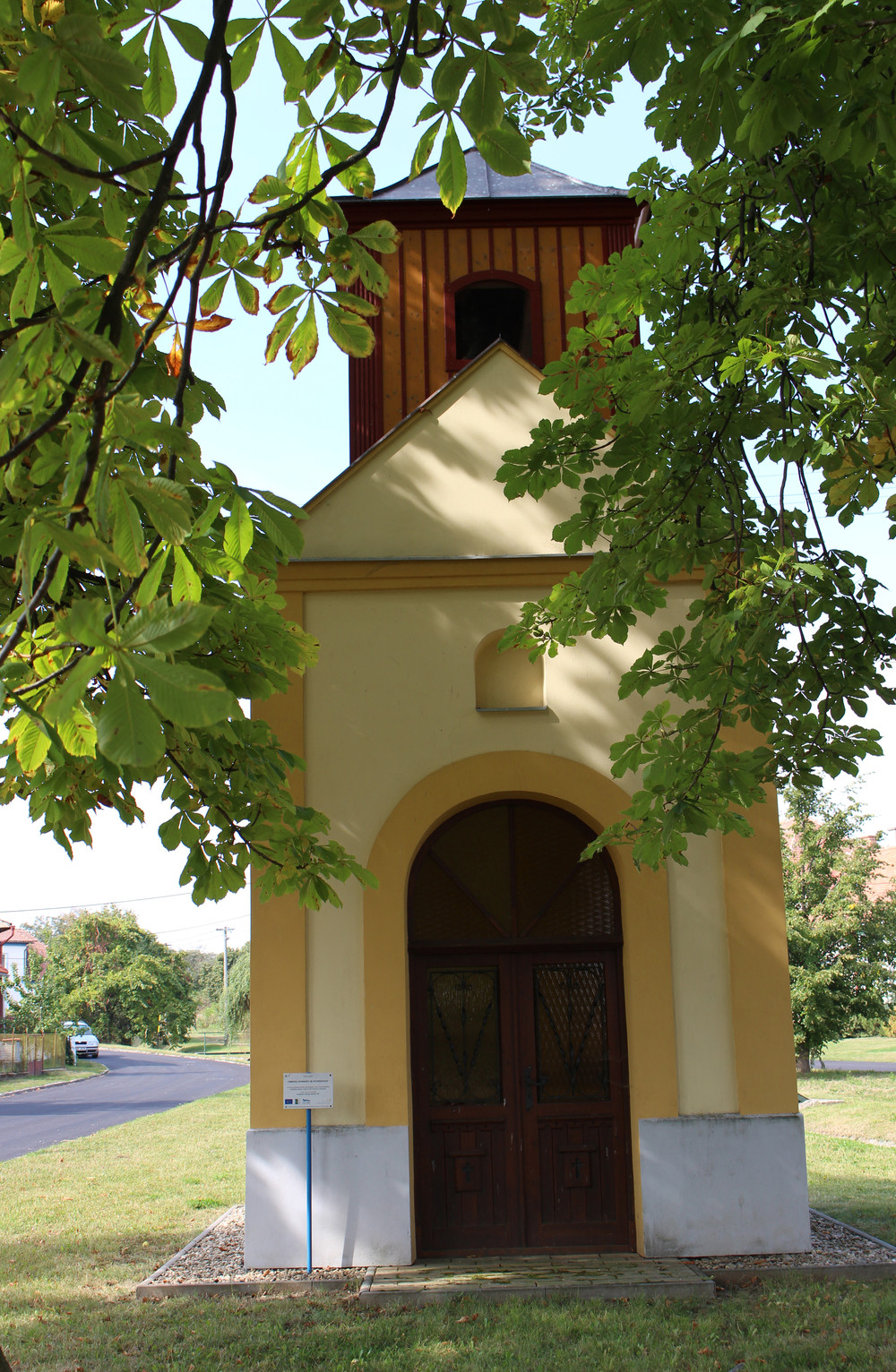
Glockenturm

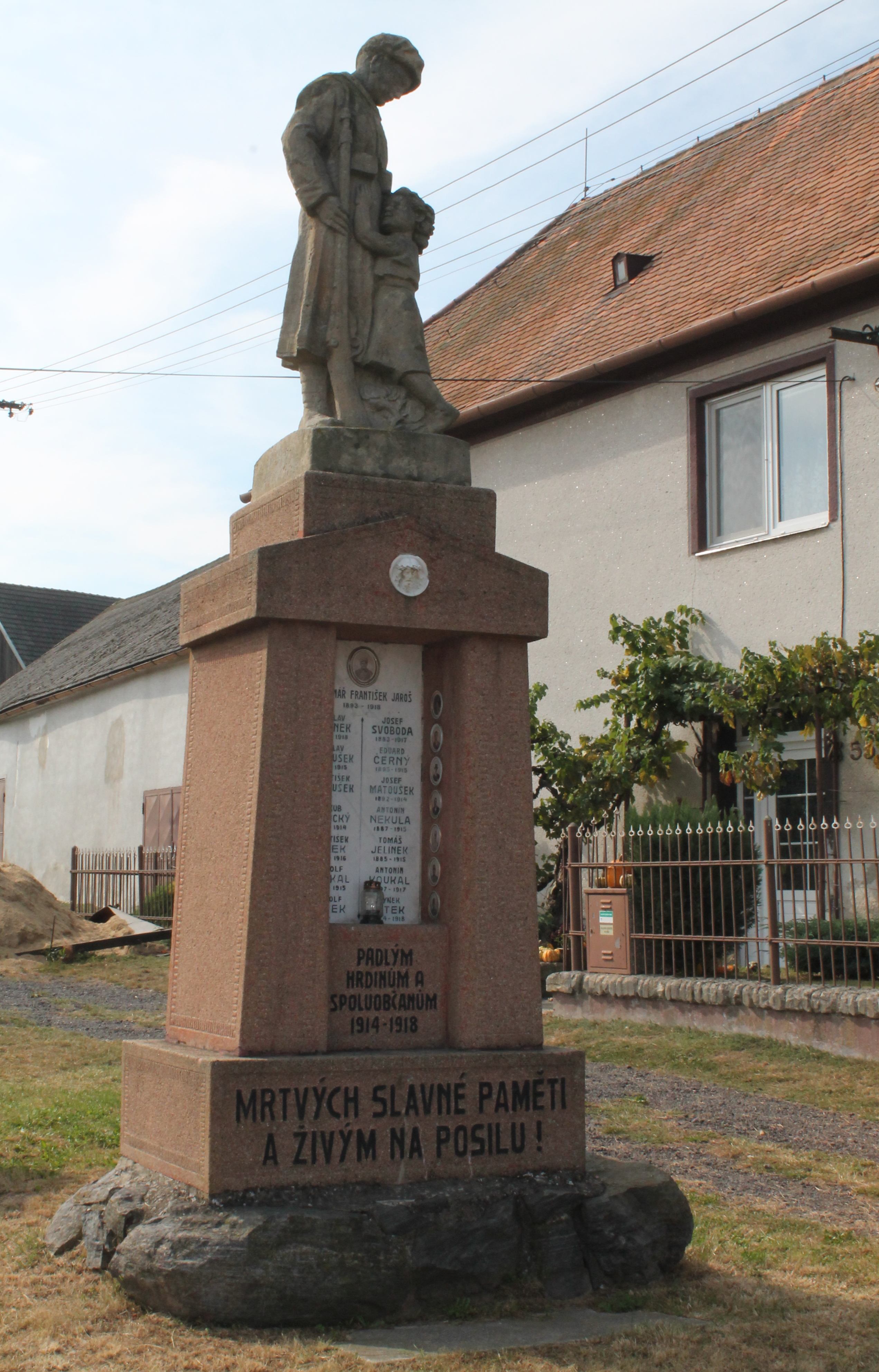
Gefallenendenkmal

Stupešice (deutsch Stuppeschitz, auch Stupeschitz) ist ein Ortsteil der Minderstadt Běhařovice in Tschechien. Er liegt sieben Kilometer östlich von Jevišovice und gehört zum Okres Znojmo.

## Geographie
Stupešice befindet sich am Rand des Naturparks Jevišovka in der Jevišovická pahorkatina (Jaispitzer Hügelland). Durch das Dorf fließt der Bach Stupešický potok. Nordwestlich erhebt sich der Nad Makšovkou (399 m n.m.). Der Ort wird von der Staatsstraße II/399 zwischen Znojmo und Hrotovice durchquert.
Nachbarorte sind Újezd und Běhařovice im Norden, Přeskače und Medlice im Nordosten, Křepice und Mlýnek im Osten, Horní Dunajovice und Chaloupky im Südosten, Mikulovice und Rudlice im Süden, Vevčice und Korýtský Mlýn im Südwesten, Černín, Jevišovice und Střelice im Westen sowie Němčický Dvůr, Ratišovice und Františkov im Nordwesten.

## Geschichte
Archäologische Funde belegen eine frühzeitliche Besiedlung der Gegend. In der Nähe des Dorfes befand sich ein Siedlungsplatz der Jevišovice-Kultur und der Horákov-Kultur.
Die erste urkundliche Erwähnung von Stupešice erfolgte im Jahre 1312, als die Frau des Matouš von Füllstein, Isolda, der Zisterzienserinnenabtei Oslavany, in die sie selber später auch eintrat, vier Huben in dem Dorf schenkte. Der übrige Teil von Stupešice gehörte wahrscheinlich schon seit dem Ende des 13. Jahrhunderts dem Znaimer Clarissinnenkloster. Im Jahre 1348 verpfändete das Clarissinnenkloster das Gut Stupešice auf Lebenszeit an Boček und Elisabeth von Bělčwic. 1357 beanspruchte der Propst von Wolframskirchen den Zehnt aus Stupešice; beigelegt wurde der Streit im Jahr darauf, indem der Propstei Wolframskirchen der Stupešicer Zehnt mit Ausnahme des Klosterhofes zugesprochen wurde.
Nach der am 22. Mai 1782 erfolgten Aufhebung des Clarissinnenklosters verwaltete der Religionsfonds dessen Dörfer als Gut Taßwitz-St. Clara. Der Klosterhof in Stuppeschitz wurde aufgelöst und seine Fluren emphyteutisch an Untertanen überlassen. 1796 wurde die Amtsverwaltung in Taßwitz aufgehoben und das Gut mit der Grundherrschaft Klosterbruck vereinigt. Am 2. Januar 1827 verkaufte die mährisch-schlesische Staatsgüterveräußerungskommission die Herrschaft Klosterbruck mit den angeschlossenen Gütern Taßwitz und Alt-Schallersdorf an die Wiener Bankiers Karl Emanuel und Leopold von Liebenberg de Zsittin.
Im Jahre 1834 bestand das im Znaimer Kreis gelegene Dorf Stuppeschitz bzw. Stupešice aus 56 Häusern mit 298 mährischsprachigen Einwohnern. Haupterwerbsquelle bildete die Landwirtschaft. Im Ort gab es ein aufgelassenes Meierhofsgebäude mit einem Wirtshaus. Pfarr- und Schulort war Bihařowitz, der Amtsort war Klosterbruck. Bis zur Mitte des 19. Jahrhunderts blieb Stuppeschitz der Allodialherrschaft Klosterbruck untertänig.
Nach der Aufhebung der Patrimonialherrschaften bildete Stupešice / Stuppeschitz mit dem Ortsteil Ratišovice ab 1849 eine Gemeinde im Gerichtsbezirk Kromau. Ab 1869 gehörte das Dorf zum Bezirk Mährisch Kromau; zu dieser Zeit hatte Stupešice 331 Einwohner und bestand aus 69 Häusern. 1889 entstand die Schule. Im Jahre 1896 wurde die Gemeinde dem Gerichtsbezirk Hrottowitz zugeordnet. Im Jahre 1900 lebten in Stupešice 323 Personen; 1910 waren es 322. Ratišovice löste sich 1902 los und bildete eine eigene Gemeinde. Nach dem Ersten Weltkrieg zerfiel der Vielvölkerstaat Österreich-Ungarn, Stupešice wurde 1918 Teil der neu gebildeten Tschechoslowakischen Republik. Beim Zensus von 1921 lebten in den 63 Häusern der Gemeinde 335 Personen, davon 334 Tschechen. Das Denkmal für die zwölf im Ersten Weltkrieg gefallenen Männer wurde 1924 enthüllt. Im Jahre 1930 bestand Stupešice aus 67 Häusern und hatte 294 Einwohner. Nach der deutschen Besetzung wurde die Gemeinde 1939 in den Kreis Mährisch Budwitz umgegliedert; bis 1945 gehörte Stupešice / Stupeschitz zum Protektorat Böhmen und Mähren. Auf Anordnung der deutschen Besatzer musste 1940 das Kriegerdenkmal entfernt werden. Die Freiwillige Feuerwehr wurde 1944 gegründet. Nach dem Ende des Zweiten Weltkrieges 1945 erfolgte die Wiederherstellung der alten Bezirksstrukturen. Im Jahre 1950 hatte Stupešice 241 Einwohner. Im Zuge der Aufhebung des Okres Moravský Krumlov wurde Stupešice 1949 dem Okres Moravské Budějovice zugeordnet. Nach dessen Auflösung kam die Gemeinde 1960 zum Okres Znojmo. 1964 erfolgte die Eingemeindung nach Běhařovice. Die Schule wurde im selben Jahre geschlossen und das Schulgebäude später zum Wohnhaus umgebaut. Beim Zensus von 2001 lebten in den 60 Häusern des Dorfes 127 Personen.

## Ortsgliederung
Der Ortsteil Stupešice bildet einen Katastralbezirk.

## Sehenswürdigkeiten
- Glockenturm auf dem Dorfplatz, er entstand 1902 anstelle eines baufällig gewordenen hölzernen Vorgängerbaus aus dem 19. Jahrhundert. Die Glocke musste 1942 als Kriegsmetall abgeliefert werden. Mit Fördermitteln aus dem Programm zur Entwicklung des ländlichen Raumes wurde das Bauwerk im Jahre 2010 für 204.000 Kč saniert.
- Denkmal für die Gefallenen des Ersten Weltkrieges, am Abzweig nach Františkov, enthüllt am 1. Juni 1924. Es wurde am 6. August 1940 auf Befehl der deutschen Besatzer entfernt. Nachdem seine Teile nach dem Ende des Zweiten Weltkrieges wieder aufgefunden und restauriert wurden, erfolgte am 29. Juni 1946 die feierliche Weihe. Anlässlich der 700-Jahr-Feier des Dorfes wurde es 2012 instand gesetzt.
- Nischenkapelle am Ortsausgang nach Běhařovice
- Trafoturm auf dem Dorfplatz, das zehn Meter hohe Bauwerk ist nach wie vor in Nutzung und wurde 2009 saniert.
- Mehrere Wegkreuze